# Same Mistake
«Same Mistake» es el segundo sencillo del álbum All the Lost Souls de James Blunt. Fue lanzado el 3 de diciembre en el Reino Unido. 
Esta canción tiene una versión para radios y otra para el álbum; la versión del álbum dura 5:01, y la de radio dura 3:54.

## Vídeo musical
El video de "Same Mistake" fue filmado el 5 de octubre de 2007 en Toronto, Canadá. Fue dirigido por Jonas Åkerlund, quien también ha trabajado con artistas como Madonna y Christina Aguilera. El video usa una técnica poco usual, en donde la cámara está en el torso de Blunt y otra que enfoca su rostro en la gran parte del video. Fue lanzado el 1 de noviembre de 2007 en el sitio web del diario británico The Sun y en MSN.
La cámara "sigue" a Blunt a durante un día de vida, desde que despierta junto a una joven mujer, durante su mañana se asea y desayuna, pasea por su vecindario, se reúne con sus amigos, y finalmente llega a un club. En el club, Blunt se convierte en el centro de atención de numerosas mujeres, en donde su reacción es como la de un zombi. Luego, se va del club, y retorna a su hogar donde está la mujer.

## Posicionamiento en listas
| País         | Listas                 | Posición |
| ------------ | ---------------------- | -------- |
| Austria      | Austria Chart          | 21       |
| Brasil       | Brasil Hot 100         | 5        |
| Canadá       | Canadian Hot 100       | 69       |
| Chile        | Chile Top 100          | 96       |
| Países Bajos | Dutch Top 40           | 29       |
| Italia       | Italian Download Chart | 13       |
| Reino Unido  | UK Singles Chart       | 57       |
| Suecia       | Swedish Singles top 60 | 25       |
| Suiza        | Swiss Singles Chart    | 21       |
| Turquía      | Turkish Top 20 Chart   | 7        |

## En la cultura popular
- La canción fue usada en el show de TV Private Practice y Las Vegas. También, fue tocada durante el tráiler y créditos finales  de la película P.S. I Love You y en la película The Notebook.
- La canción fue incluida en la banda sonora de María Paula (Marjorie Estiano) y Marconi Ferraço (Dalton Vigh) de la telenovela brasileña Duas Caras.[14]
- El cantante flamenco-pop Melendi cover de la canción, que se incluye en el CD extra de su álbum Mas Curiosa la cara de tu Padre.[15]